# Милос (округ)
Округ Милос (грч.  - periferiakí enótita MIlou) је округ у периферији Јужни Егеј у средишњој Грчкој. Управно средиште округа је градић Милос на истоменом острву Милос, које је средишње у округу. Округ обухвата већа острва Кимолос, Милос, Серифос и Сифнос и неколико мањих острва и хриди, сва у области југозападних Киклада.
Округ Милос је успостављен 2011. године на поделом некадашње префектуре Киклади на 8 округа.

## Природне одлике
Округ Милос је острвски округ у средишњем делу Грчке, који обухвата четири већа острва Кимолос, Милос, Серифос и Сифнос и бројна мања острва и хриди, сва у средишњем делу Егејског мора. Дата острва су удаљенија од копна.
Острва су планинска, са мало воде, па имају мало растиња, док су већином под голетима. Острва су богата вредним камењем (грађевински камен) и рудама.
Клима у округу је средоземна.

## Историја
Погледати: Милос

## Становништво
По последњим проценама из 2001. године округ Милос је имао нешто преко 9.000 становника, од чега око 1/8 живи у седишту округа, граду Милосу.
Етнички састав: Главно становништво округа су Грци, а званично признатих историјских мањина нема.
Густина насељености је свега 25 ст./км², што је чак 3 пута мање од просека Грчке (око 80 ст./км²).

## Управна подела и насеља
Округ Милос се дели на 4 општине (број је ознака општине на карти):
1. Кимолос - 9
2. Милос - 11
3. Серифос - 15
4. Сифнос - 17

Град Милос је највеће насеље и седиште округа, али није велико насеље.

## Привреда
Становништво округа Милос је традиционално било окренуто поморству и средоземној пољопривреди (агруми, маслине), али и вађењу руда и грађевинског камена. Иако су дате делатности и данас развијене, оне су у сенци туризма. Током протеклих деценија округ је постао туристичко одредиште у Грчкој.